# Badianier de Chine
Espèce
Le badianier de Chine (Illicium verum) est une espèce de plantes à fleurs de la famille des Schisandraceae. C'est un arbre sempervirent originaire de Chine méridionale.
Introduit en Europe au XVIIe siècle où il pousse dans des régions tempérées et moyennement froides, le badianier de Chine peut résister à des températures pouvant aller jusqu’à -8 °C.
Illicium verum Hook. F. (Schisandraceae), communément appelé anis étoilé, est le fruit d'un arbre de taille moyenne qui pousse en Amérique du Nord, dans la région de l'Atlantique et dans les zones tropicales et subtropicales d'Asie.

## Description

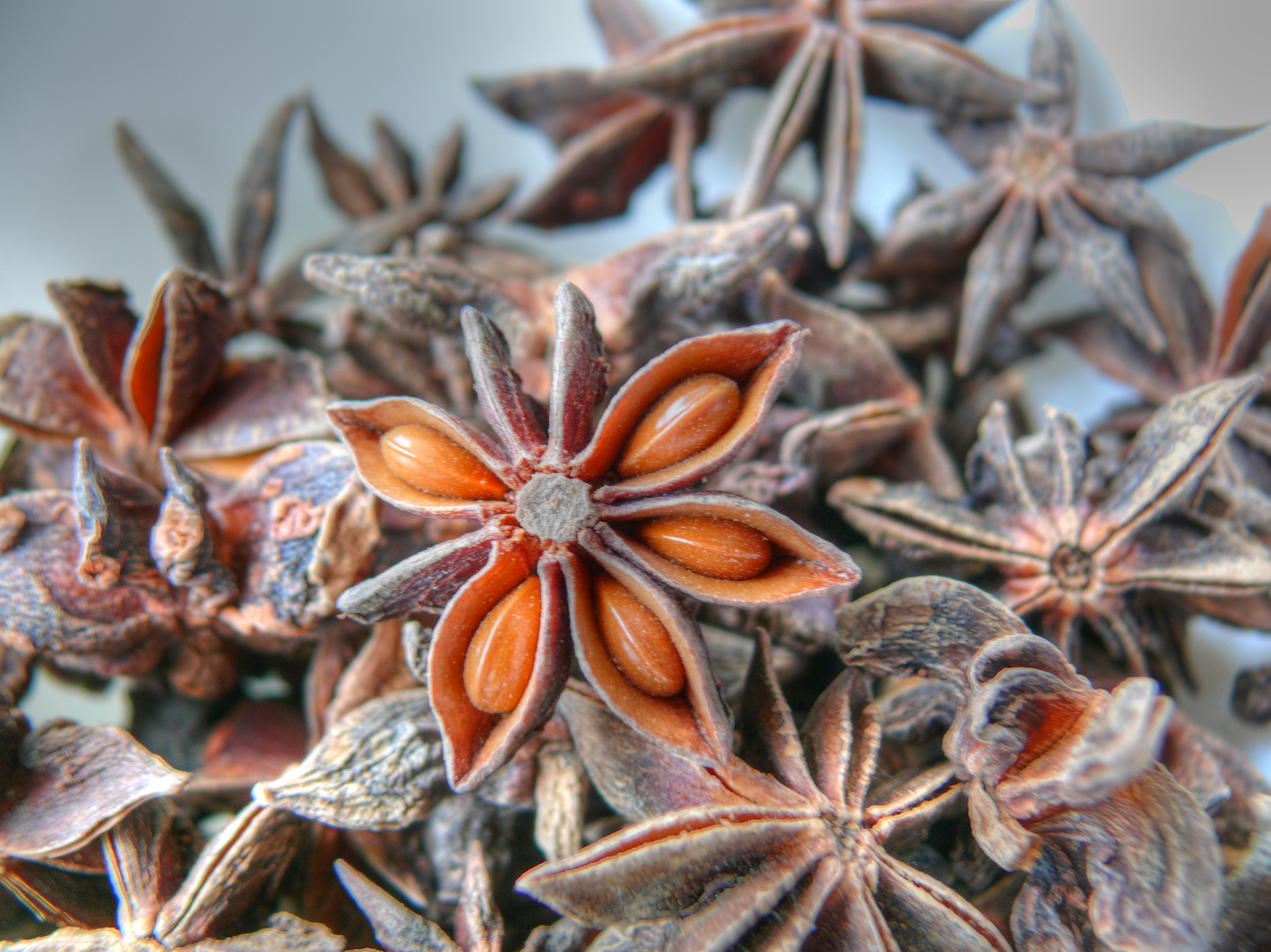
Anis étoilé.

Le badianier de Chine est un arbre à cime pyramidale, qui peut atteindre de 4 à 18 mètres de hauteur selon le climat (plutôt tropical) et dont le tronc a une écorce blanche.
Les feuilles persistantes, de couleur verte et brillante, sont allongées, lancéolées et lisses.
Les grandes fleurs solitaires sont jaunâtres ou rosées.
Son fruit, la badiane chinoise ou anis étoilé, est un regroupement de huit follicules ; il est, entre autres, utilisé pour stimuler l'appétit et la digestion et pour parfumer les plats.
Le fruit est en forme de capsule, avec un agrégat en forme d'étoile de 5 à 10 sections pointues rayonnantes, au format bateau, environ huit en moyenne. Chaque point a une gousse. À la peau dure et de couleur rouille, les fruits mesurent jusqu'à 3 cm de long.
Les graines sont d'un brun brillant ou rougeâtre avec une forte teneur en huile, dont le composant principal est le trans-anéthol (85–90%). Les fruits et les huiles essentielles sont couramment vendus sur les marchés et sont fréquemment utilisés comme épice bien connue dans l'industrie alimentaire.
En outre, ils sont fréquemment utilisés comme arôme dans la confiserie, le tabac, les liqueurs, les pastilles et les préparations pharmaceutiques.

## Culture

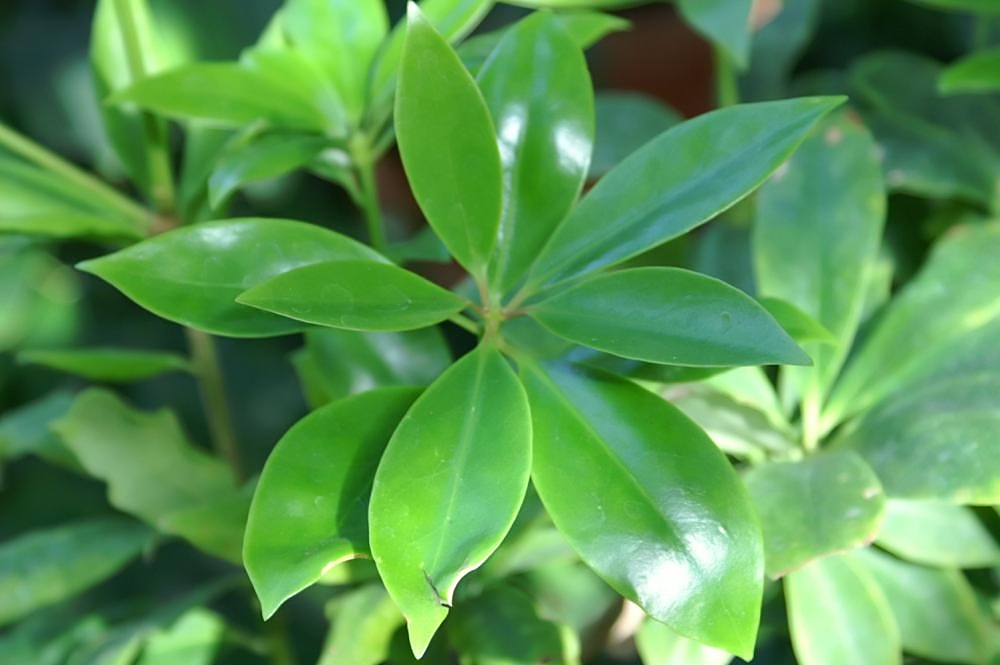

Le badianier est un arbre de climat doux. Il ne supporte pas les températures inférieures à -5 degrés et a besoin d'un sol riche et acide.

## Pharmacopée
L'anis étoilé (Illicium verum), un arbre à feuilles persistantes de taille moyenne avec des fruits en forme d'étoile, est une herbe importante avec une large distribution dans les parties sud-ouest du continent asiatique.
Outre son utilisation comme épice en cuisine, l'anis étoilé est l'un des ingrédients vitaux des herbes médicinales chinoises et est largement connu pour ses effets antiviraux.
C'est également la source de la molécule précurseur, l'acide shikimique, qui est utilisée dans la fabrication de l'oseltamivir (Tamiflu), un médicament antiviral contre la grippe A et la grippe B.
Hormis le potentiel antiviral, l'anis étoilé possède un certain nombre d'autres potentiels tels que des propriétés antioxydantes, antimicrobiennes, antifongiques, anthelminthiques, insecticides, sécrétolytiques, antinociceptives, anti-inflammatoires, gastroprotectrices, sédatives, expectorantes et spasmolytiques et œstrogéniques.